# Taiyō Matsumoto
 (mars 2019).
Si vous disposez d'ouvrages ou d'articles de référence ou si vous connaissez des sites web de qualité traitant du thème abordé ici, merci de compléter l'article en donnant les références utiles à sa vérifiabilité et en les liant à la section « Notes et références ».
Taiyō Matsumoto (松本 大洋, Matsumoto Taiyō) est un auteur de manga né le 25 octobre 1967 à Tokyo, au Japon.
Auteur de manga au style particulier, il est surtout connu pour Amer Béton et Ping-pong, qui ont été adaptées en anime (film et série).

## Biographie
Taiyō Matsumoto est né le 25 octobre 1967 à Tokyo, au Japon. Pendant sa jeunesse, il pratique le football dans le club de l'école. Encouragé par sa mère, il découvre les manga de Akimi Yoshida et de Katsuhiro Ōtomo, notamment Dômu. Influencé ensuite par son cousin Santa Inoue, il rejoint le club de manga ; il dessine son premier manga à 18 ans.
Après avoir remporté le concours « Comic Open Contest » du magazine Comic Morning, il fait ses débuts comme professionnel chez Kōdansha et publie Straight, une bande dessinée sur le baseball, dans le magazine Morning en 1988-1989. Après avoir remporté le prix "Afternoon des jeunes auteurs" avec Straight, son éditeur l'envoie en tant que dessinateur sur le Paris-Dakar. Il trouve en France des bandes dessinées de Moebius et de Miguelanxo Prado qui lui donnent l'idée de mêler bande dessinée européenne et japonaise pour atteindre le style graphique qui lui est propre.
En 1990, il passe dans le magazine concurrent Big Comic Spirits, édité par Shōgakukan. Il y publie Zer, histoire se déroulant dans le monde de la boxe puis Hana Otoko. En 1993, Shōgakukan publie un recueil de diverses histoires courtes, Printemps bleu. La même année, Matsumoto entame la publication d’Amer Béton, qui lui vaut la célébrité. Les trois albums se vendent à plus de 100 000 exemplaires et la série est représentée au théâtre à partir de 1995). Malgré ce succès, Matsumoto décide de participer au lancement d'un nouveau magazine, Comic Are!, pour lequel il crée Frères du Japon. L'expérience est de courte durée puisque dès 1996, il revient dans Big Comic Spirits avec Ping-pong, nouvelle série de sport à succès bien que, fidèle à son habitude, Matsumoto se limite à cinq volumes.
En 1997, Matsumoto entame sa nouvelle œuvre, Gogo Monster, mais celle-ci, jugée trop difficile, n'est pas publiée dans Big Comic Spirits, et les lecteurs doivent attendre 2000 pour que cette œuvre très personnelle paraisse, directement en album. En 2000 débute également dans Ikki, le supplément underground de Big Comic Spirits, la publication de Number Five, qui s'y achève en 2005. Ses huit volumes en font la plus longue série de Matsumoto. Devenu un auteur culte, Matsumoto y est libre de déployer tous ses thèmes fétiches. C'est durant la publication de Number Five, en 2002, que sortent sur les écrans japonais ses deux premières adaptations cinématographiques : Ping-pong de Fumihiko Sori puis Printemps bleu de Toshiaki Toyoda. L'année suivante, Takeshi Watanabe réalise une suite à Printemps bleu intitulée Revolver qui n'est pas diffusée au cinéma. Enfin, l'adaptation d’Amer Béton en dessin animé sort sur les écrans japonais le 23 décembre 2006 au Japon puis dans d'autres pays, dont la France le 2 mai 2007. Réalisée par Michael Arias, cette adaptation est très fidèle.
Matsumoto revient dans Big Comic Spirits en 2006 avec Le Samouraï bambou  qui marque son retour à un genre plus classique : la bande dessinée de samouraï. Pour la première fois, il travaille avec un scénariste, l'écrivain Issei Eifuku. Une fois cette histoire au rythme lent achevée, Matsumoto initie en 2010 Sunny, une série basée sur les souvenirs de sa jeunesse.
En 2019, au Festival international de la bande dessinée d'Angoulême Matsumoto se voit consacrer une exposition rétrospective exceptionnelle sur l'ensemble de sa carrière rassemblant près de 200 œuvres originales.

## Style
Il développe un univers original à travers des mangas dont le style graphique et la narration sont très éloignés de la majorité des productions commerciales japonaises,.
L'auteur souhaite se renouveler sans cesse, et expérimente à chaque oeuvre de nouvelles techniques graphiques, de mise en scène ou scénaristiques.

## Influences
Lors de son passage en France, l'auteur indique avoir été marqué par des auteurs de bande dessinée franco-belge tel que Enki Bilal, Miguelanxo Prado ou encore Moebius (Jean Giraud). Il s'essaye avec difficulté au style franco-belge sur Gogo Monster.

## Œuvres[16]

### Au Japon

#### Bande dessinée
- Straight (ストレート?), dans Morning, 1988-1989. Publié en 2 volumes par Kōdansha.
- Ten to men (点&面?), dans Morning, 1990. Publié en 1 volume par Kōdansha.
- Zero, dans Big Comic Spirits, 1990-1991. Publié en 2 volumes par Shōgakukan.
- Le Rêve de mon Père (花男, Hana otoko?), dans Big Comic Spirits, 1991-1992. Publié en 3 volumes par Shōgakukan.
- Printemps Bleu (青い春, Aoi haru?), Shōgakukan, 1993. Recueil d'histoires courtes parues dans Big Comic Spirits.
- Amer Béton (鉄コン筋クリート, Tekkon kinkurito?), dans Big Comic Spirits, 1993-1994. Publié en 3 volumes par Shōgakukan.
- Frères du Japon (日本の兄弟, Nihon no kyodai?), dans Comic Are!, 1994-1995. Publié en un volume par Magazine House.
- Ping-pong (ピンポン, Pin pon?), dans Big Comic Spirits, 1996-1997. Publié en 5 volumes par Shōgakukan.
- Gogo Monster (GOGOモンスター, GOGO monsutā?), Shōgakukan, 2000. Publié directement en album.
- Number Five (ナンバーファイブ―, Nanbā faibu?), dans Ikki, 2000-2005. Publié en 8 volumes par Shōgakukan.
- Le Samouraï bambou (竹光侍, Takemitsu zamurai?), scénario de Issei Eifuku, prépublié dans Big Comic Spirits, 2006-2010. Publié en 8 volumes par Shōgakukan.
- Sunny (サニー?), dans Ikki, 2010-2015. Publié en 6 volumes par Shōgakukan.
- Les Chats du Louvre (ルーヴルの猫, Louvre no neko?), prépublié dans Big Comic Original, 2016-2018. Publié en 2 volumes par Shōgakukan.
- Tokyo Higoro
- Mukashi no Hanashi (en cours)

#### Illustration
- 100, Shōgakukan, 1995. Artbook
- 101, Shōgakukan, 1999. Artbook
- Mazasu hikarino sakini arumono soshikuha paradaisu (メザスヒカリノサキニアルモノ若しくはパラダイス?), auto-édition, 2000. Adaptation d'une pièce de théâtre
- Hana (花?), auto-édition, 2005. Édition augmentée du précédent.

### Traductions en français
- Amer Béton, Tonkam, 3 vol., 1996 / édition intégrale 1 vol., 2007, 2019
- Frères du Japon, Tonkam, 2000
- Printemps Bleu (trad. Akinori Matsumoto), Tonkam, 2001
- Ping-pong, Delcourt, coll. « Mangas », 5 vol., 2003-2004/ édition intégrale 2 vol., 2019
- Number Five (trad. Thibaud Desbief), Kana, coll. « Made In », 8 vol., 2004-2006 / édition intégrale 2 vol., 2018-2019
- Gogo Monster, Delcourt, coll. « Manga », 2005
- Le Samouraï bambou (dessin), avec Issei Eifuku (scénario), Kana, coll. « Made In », 8 vol., 2009-2011
- Sunny, Kana, coll. « Big Kana », Publié en 6 volumes, 2014-2016
- Les Chats du Louvre, Futuropolis et Louvres Editions,  Publié en 2 volumes, 2017-2018
- Zero, Pika, coll. « Pika Graphic », Publié en 1 volume, 2018
- Le Rêve de mon Père (trad. Thibaud Desbief), Kana, coll. « Made In », 3 vol., 2018[17]
- Tokyo, ces jours-ci (trad. Thibaud Desbief), Kana, 1 vol. (sur 3), 2024

## Distinctions

### Récompenses
- 2001 : Prix Spécial de l'Association des auteurs de bande dessinée japonais pour Gogo Monster
- 2007 : Prix de l'excellence au Japan Media Arts Festival pour Le Samouraï bambou[18]
- 2008 : Prix Eisner de la meilleure édition américaine d'une œuvre internationale (Japon) pour Amer Béton
- 2011 : Prix culturel Osamu Tezuka pour Le Samouraï bambou[19]
- 2017 : Prix Micheluzzi de la meilleure série de bande dessinée étrangère pour Sunny
- 2020 : Prix Eisner de la meilleure édition américaine d'une œuvre internationale (Asie) pour Les Chats du Louvre[20]

### Nominations
- 2012 : sélection officielle du 39e festival international de la bande dessinée d'Angoulême pour Le Samouraï bambou
- 2015 : sélection officielle du 42e festival international de la bande dessinée d'Angoulême pour Sunny

## Sources
- (ja) Cet article est partiellement ou en totalité issu de l’article de Wikipédia en japonais intitulé « 松本大洋 » (voir la liste des auteurs).